# Charles Romeu
Pour les articles homonymes, voir Romeu.
Charles Jean-Baptiste Marie Joseph Romeu né le 24 août 1854 à Prades de Conflent (Pyrénées-Orientales), mort le 5 mars 1933  dans la même ville, fut viguier d’Andorre de 1887 à 1933.

## Biographie
Charles Romeu a été viguier d’Andorre pendant 47 ans, de 1887 à 1933 : le viguier était alors le représentant de la France en Andorre. L’évéché de La Seu d'Urgell avait aussi un viguier. 
Pour étendre l’influence française, Charles Romeu a développé les écoles françaises, a promu les bourses auprès des étudiants andorrans. Il a organisé la participation de l’Andorre à l’Exposition universelle de Paris de 1889, où elle a gagné la médaille de bronze avec des minéraux, des outils de fermage, des tissus, des vins, etc. 
À ses débuts comme viguier, il a rencontré quelques difficultés avec l’Evêque de la Seu d’Urgell. Toutefois, Charles Romeu était quelqu’un qui n’aimait pas les conflits et a su dissiper tout malentendu. Il vivait à Prades et se déplaçait plusieurs fois par an en Andorre à dos de mulet, avec des guides expérimentés comme Cisco de Sans ou Pepe Moles. 
Il a épousé en premières noces Eugénie Lafabrègue. Devenu veuf, il a épousé Suzanne Faurie.
Charles Romeu avait fait des études de droit et comme viguier veillait à l’application de la justice en Andorre.

## Décorations
- Chevalier de la Légion d’honneur, le 14 janvier 1902[1].